# Глагол в словацком языке
Глаго́л — часть речи словацкого языка. У словацкого глагола выделяют категории вида, наклонения, времени, лица, числа, залога и рода.
Возвратные глаголы образуются при помощи частиц sa и si.
Как и в других славянских языках, в словацком у глагола имеется две основы — основа настоящего времени (prézentný kmeň) и основа инфинитива (infintívný kmeň).

## Вид
Глаголы бывают двух видов: совершенного (dokonavý vid) и несовершенного (nedokonavý vid). Различают парные по виду глаголы: oznámiť «сообщить» — oznamovať «сообщать», robiť «делать» — urobiť «сделать»; двухвидовые глаголы: obetovať «жертвовать» и «пожертвовать»; одновидовые глаголы perfectiva tantum: mŕštiť «швырнуть» и imperfectiva tantum: byť «быть». Видовые пары образуются с помощью суффиксов (-a-, -va-, -ova- и т. д.), приставок (s-, z- / zo-, u-, na- и т. д.) и супплетивным способом (hovoriť «говорить» — povedať «сказать»).

## Залог
В словацком языке выделяют два залога: действительный (činný rod) и страдательный (trpný rod). Маркированным является страдательный залог, представляющий собой либо конструкции из страдательных причастий и личных форм вспомогательного глагола byť «быть» (som zvolený «я избран»), либо конструкции с возвратным компонентом sa (pole sa orie «поле вспахивается»).

## Спряжения
В соответствии с тематическими морфемами, словацкие глаголы делят на 5 классов (trieda), которые в свою очередь делятся на 14 типов (vzor):
- I класс: тематическая морфема -á-/-aj- (chytať «ловить»);
- II класс: тематическая морфема -ie-/-ej- (rozumieť «понимать»);
- III класс: тематическая морфема -ie-/-ø- (niesť «нести», hynúť «погибать», trieť «тереть», brať «брать»);
- IV класс: тематическая морфема -e-/-ø- (česať «чесать», žať «жать», chudnúť «худеть», žuť «жевать», pracovať «работать»);
- V класс: тематическая морфема -í-/-ø- (robiť «делать», vidieť «видеть», kričať «кричать»).

| Лицо и число       | I класс | II класс  | III класс | III класс | III класс | III класс |
| Лицо и число       | I тип   | II тип    | III тип   | IV тип    | V тип     | VI тип    |
| ------------------ | ------- | --------- | --------- | --------- | --------- | --------- |
| 1-е лицо ед. числа | chytám  | rozumiem  | nesiem    | hyniem    | triem     | beriem    |
| 2-е лицо ед. числа | chytáš  | rozumieš  | nesieš    | hynieš    | trieš     | berieš    |
| 3-е лицо ед. числа | chytá   | rozumie   | nesie     | hynie     | trie      | berie     |
| 1-е лицо мн. числа | chytáme | rozumieme | nesieme   | hynieme   | trieme    | berieme   |
| 2-е лицо мн. числа | chytáte | rozumiete | nesiete   | hyniete   | triete    | beriete   |
| 3-е лицо мн. числа | chytajú | rozumiejú | nesú      | hynú      | trú       | berú      |

| Лицо и число       | IV класс | IV класс | IV класс | IV класс | IV класс  | V класс | V класс  | V класс |
| Лицо и число       | VII тип  | VIII тип | IX тип   | X тип    | XI тип    | XII тип | XIII тип | XIV тип |
| ------------------ | -------- | -------- | -------- | -------- | --------- | ------- | -------- | ------- |
| 1-е лицо ед. числа | češem    | žnem     | chudnem  | žujem    | pracujem  | robím   | vidím    | kričím  |
| 2-е лицо ед. числа | češeš    | žneš     | chudneš  | žuješ    | pracuješ  | robíš   | vidíš    | kričíš  |
| 3-е лицо ед. числа | češe     | žne      | chudne   | žuje     | pracuje   | robí    | vidí     | kričí   |
| 1-е лицо мн. числа | češeme   | žneme    | chudneme | žujeme   | pracujeme | robíme  | vidíme   | kričíme |
| 2-е лицо мн. числа | češete   | žnete    | chudnete | žujete   | pracujete | robíte  | vidíte   | kričíte |
| 3-е лицо мн. числа | češú     | žnú      | chudnú   | žujú     | pracujú   | robia   | vidia    | kričia  |

Кроме того, есть и неправильные глаголы (nepravidelné slovesá), не входящие ни в один из типов: byť «быть», jesť «есть», vedieť «знать», chcieť «хотеть», isť «идти», stáť «стоять», báť sa «бояться» (последние два спрягаются одинаково).
| Лицо и число       | byť | jesť  | vedieť | chcieť | isť   | stáť    |
| ------------------ | --- | ----- | ------ | ------ | ----- | ------- |
| 1-е лицо ед. числа | som | jem   | viem   | chcem  | idem  | stojím  |
| 2-е лицо ед. числа | si  | ješ   | vieš   | chceš  | ideš  | stojíš  |
| 3-е лицо ед. числа | je  | je    | vie    | chce   | ide   | stojí   |
| 1-е лицо мн. числа | sme | jeme  | vieme  | chceme | ideme | stojíme |
| 2-е лицо мн. числа | ste | jete  | viete  | chcete | idete | stojíte |
| 3-е лицо мн. числа | sú  | jedia | vedia  | chcú   | idú   | stoja   |

## Время
Различаются четыре времени: прошедшее, давнопрошедшее время, настоящее и будущее.
Настоящее время образуется прибавлением личных окончаний к основе настоящего времени глагола: в единственном числе — 1-е лицо -m, 2-е лицо -š, 3-е лицо -ø; во множественном числе — 1-е лицо -me, 2-е лицо -te, 3-е лицо -ú / -u, -ia / -a.
Прошедшее время образуется сложным образом: его формы состоят из l-причастия и вспомогательного глагола byť в форме настоящего времени. В третьем лице вспомогательный глагол не ставится. Спряжение глагола byť «быть» в прошедшем времени:
| Лицо     | Единственное число | Единственное число | Единственное число | Мн. число |
| Лицо     | Мужской род        | Женский род        | Средний род        | Мн. число |
| -------- | ------------------ | ------------------ | ------------------ | --------- |
| 1-е лицо | bol som            | bola som           | *bolo som          | boli sme  |
| 2-е лицо | bol si             | bola si            | *bolo si           | boli ste  |
| 3-е лицо | bol                | bola               | bolo               | boli      |

Формы давнопрошедшего времени состоят из l-причастия и вспомогательного глагола byť в форме прошедшего времени. Спряжение глагола urobiť «сделать» в давнопрошедшем времени:
| Лицо     | Единственное число | Единственное число | Единственное число | Мн. число        |
| Лицо     | Мужской род        | Женский род        | Средний род        | Мн. число        |
| -------- | ------------------ | ------------------ | ------------------ | ---------------- |
| 1-е лицо | bol som urobil     | bola som urobila   | *bolo som urobilo  | boli sme urobili |
| 2-е лицо | bol si urobil      | bola si urobila    | *bolo si urobilo   | boli ste urobili |
| 3-е лицо | bol urobil         | bola urobila       | bolo urobilo       | boli urobili     |

Сам глагол byť в давнопрошедшем времени спрягается следующим образом:
| Лицо     | Единственное число | Единственное число | Единственное число | Мн. число       |
| Лицо     | Мужской            | Женский род        | Средний род        | Мн. число       |
| -------- | ------------------ | ------------------ | ------------------ | --------------- |
| 1-е лицо | bol som býval      | bola som bývala    | *bolo som bývalo   | boli sme bývali |
| 2-е лицо | bol si býval       | bola si bývala     | *bolo si bývalo    | boli ste bývali |
| 3-е лицо | bol býval          | bola bývala        | bolo bývalo        | boli bývali     |

Будущее время глаголов совершенного вида (простое) образуется идентично настоящему: robím «делаю» — urobím «сделаю». Будущее от глаголов несовершенного вида (составное) образуется присоединением к особым формам вспомогательного глагола byť инфинитива основного глагола. Спряжение глагола robiť «делать» в будущем времени:
| Лицо     |             |              |
| Лицо     | Ед. число   | Мн. число    |
| -------- | ----------- | ------------ |
| 1-е лицо | budem robiť | budeme robiť |
| 2-е лицо | budeš robiť | budete robiť |
| 3-е лицо | bude robiť  | budú robiť   |

## Наклонения
В словацком языке различают три наклонения: изъявительное (indikatív), сослагательное (kondicionál) и повелительное (imperatív).
Формы сослагательного наклонения настоящего времени состоят из l-причастия, частицы by и вспомогательного глагола byť в форме настоящего времени. Спряжение глагола byť в сослагательном наклонении настоящего времени:
| Лицо     | Единственное число | Единственное число | Единственное число | Мн. число   |
| Лицо     | муж. род           | жен. род           | ср. род            | Мн. число   |
| -------- | ------------------ | ------------------ | ------------------ | ----------- |
| 1-е лицо | bol by som         | bola by som        | *bolo by som       | boli by sme |
| 2-е лицо | bol by si          | bola by si         | *bolo by si        | boli by ste |
| 3-е лицо | bol by             | bola by            | bolo by            | boli by     |

Сослагательное наклонение прошедшего времени отличается тем, что в его формах вспомогательный глагол byť стоит в прошедшем времени. Спряжение глагола robiť в сослагательном наклонении прошедшего времени:
| Лицо     | Единственное число | Единственное число | Единственное число  | Мн. число          |
| Лицо     | Мужской род        | Женский род        | Средний род         | Мн. число          |
| -------- | ------------------ | ------------------ | ------------------- | ------------------ |
| 1-е лицо | bol by som robil   | bola by som robila | *bolo by som robilo | boli by sme robili |
| 2-е лицо | bol by si robil    | bola by si robila  | *bolo by si robilo  | boli by ste robili |
| 3-е лицо | bol by robil       | bola by robila     | bolo by robilo      | boli by robili     |

Формы повелительного наклонения единственного числа образуются от основы настоящего времени при помощи нулевого окончания или окончания -i, в случае, если основа заканчивается на группу согласных (кроме групп sť, šť, žď, mč, nč, jč, rč). Если основа заканчивается на согласный t, d, n, l, то он смягчается. Ряд глаголов образует неправильные формы повелительного наклонения: byť — buď «будь», jesť — jedz «ешь», vedieť — vedz «знай», chcieť — chci «хоти». Формы повелительного наклонения множественного числа образуются от формы единственного числа путём прибавления окончаний -me (1-е лицо) и -te (второе лицо).

## Неличные формы
Инфинитивы всех глаголов образуются при помощи суффикса -ť: môcť «мочь», brať «брать», niesť «нести», rozumieť «понимать».
В словацком функционирует только одно деепричастие (prechodník), образующееся у глаголов несовершенного вида от основы настоящего времени при помощи суффиксов -úc (-uc после долгого слога) и -iac (-ac после долгого слога): nesúc «неся», berúc «беря», súc «существуя, будучи», robiac «делая», vediac «зная». Деепричастия используются только в книжном словацком языке, в живой речи они отсутствуют.
Действительное причастие настоящего времени образуется у глаголов несовершенного вида от основы настоящего времени при помощи суффиксов -úci, -úca, -úce (долгое ú не сокращается даже после слога с долгой гласной) и -iaci, -iaca, -iace/ -aci, -aca, -ace: berúci, -a, -e «берущий», «-ая», «-ее»; robiaci, -a, -e «делающий», «-ая», «-ае».
Действительное причастие прошедшего времени образуется у глаголов несовершенного вида от основы инфинитива при помощи суффикса -vší, -všia, -všie: vzavší, -ia, -ie «взявший», «-ая», «-ее». Образование таких причастий возможно только у глаголов, чья основа заканчивается на гласный (включая дифтонги).
Страдательное причастие образуется при помощи суффиксов -tý, -tá, -té и -ný, -ná, -né/ -ený, -ená, -ené: robený, -á, -é «деланный», «-ая», «-ае»; mletý, -á, -é «молотый», «-ая», «-ае».